# Fachwerkspeicher Tribsees

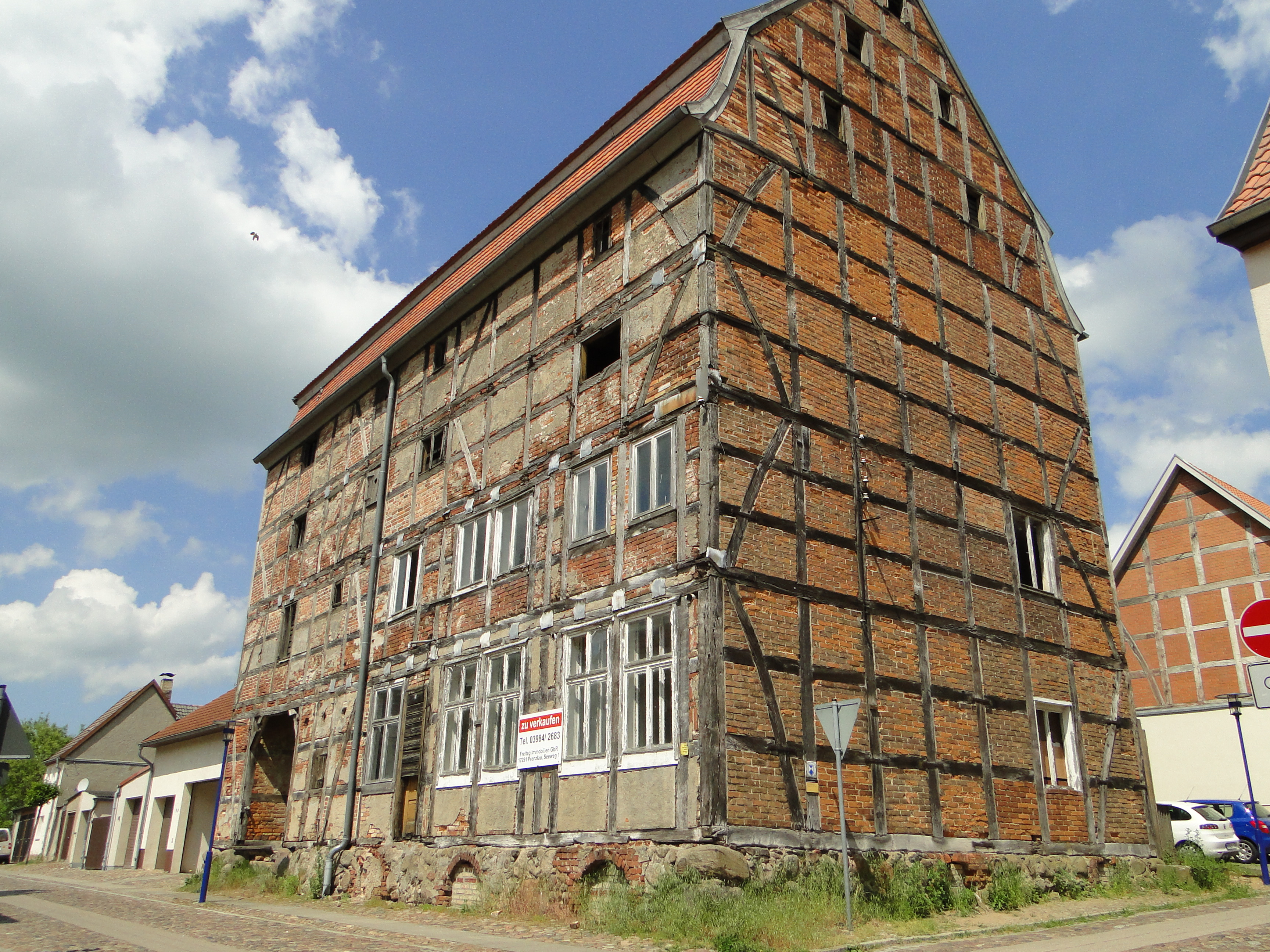

Der Fachwerkspeicher Tribsees in Tribsees, Neubaustraße 41, (Landkreis Vorpommern-Rügen, Mecklenburg-Vorpommern) wurde nach etwa 1785 gebaut.
Das Gebäude steht unter Denkmalschutz.

## Geschichte
Tribsees mit 2612 Einwohnern (2019) wurde als Burg 1140 erstmals erwähnt und war ein wichtiger westlicher Grenzübergang von Pommern-Wolgast. 1702 brannte die Stadt bis auf das Amtshaus nieder.
Der viergeschossige Fachwerkspeicher von nach 1785 in Stockwerkbauweise (Rähmbauweise) auf einem Feldsteinsockel mit einem dreiseitigen Mansarddach und zum Teil Ausfachungen mit Backsteinen diente einem Kaufmann an der heutigen Karl-Marx-Straße als Lagerhaus mit Wohnungen. Das hölzerne Rad für den Lastenaufzug im Dachstuhl ist erhalten.
Im Rahmen der Städtebauförderung der Modellstadt wurde er im Bestand gesichert (Dach, Westgiebel), aber das Haus noch nicht saniert.